# Ab Baars
Ab Baars (Axel, 21 november 1955) is een Nederlandse jazz-saxofonist en klarinettist die actief is in de geïmproviseerde muziek. Hij heeft een eigen trio, maar speelt bijvoorbeeld ook in de Instant Composers Pool. Hij speelde met talloze musici en groepen, waaronder Anthony Braxton, Cecil Taylor, Tristan Honsinger, The Ex en Sonic Youth.
Toen hij vijftien was, speelde de geboren Zeeuw Baars in verschillende bands in Eindhoven. Van 1976 tot 1981 studeerde hij saxofoon aan het conservatorium in Rotterdam. In de jaren zeventig had hij ook een groep, Cumulus, waarin onder meer Harry van Wit, Wolter Wierbos en Mariëtte Rouppe van der Voort speelden. Ook speelde hij in het trio Trebbel met pianist Guus Janssen en Van der Voort. In 1986 speelde hij met Roscoe Mitchell, een door hem bewonderde multi-instrumentalist en componist. In dat jaar was hij voor het eerst actief met de Instant Composers Pool. In 1989 kreeg hij een beurs van het ministerie van Cultuur voor een studie bij klarinettist John Carter en kreeg hij de Boy Edgar-prijs. In 1990 begon hij het Ab Baars trio met Wilbert de Joode en Martin van Duynhoven. In 1999 richtte hij samen met zijn levenspartner Ig Henneman (altviolist en componist) het Duo Baars-Henneman op.
Baars heeft verder gespeeld met onder meer Sunny Murray, Steve Lacy, Roswell Rudd, Theo Jörgensmann, George Lewis, Ken Vandermark en Michiyo Yagi.  

## Discografie (selectie)
- Caroussel, Data, 1984
- Krang, Geestgronden, 1989
- 3900 Carol Court, Geestgronden, 1992
- Sprok, Geestgronden, 1995
- Verderame, 1997
- Four, Data, 1998
- A Free Step: The Music of John Carter, Geestgronden, 1999
- Songs, Geestgronden, 2001
- Hef, Atavistic, 2002
- Party at the Bimhouse, Wig, 2003
- Veer and Haaul, Wig, 2003
- Kinda Dukish, Wig, 2005
- Stof, Wig, 2006
- Sliptong (met Ig Henneman en Misha Mengelberg), Wig, 2009
- time to do my lions, Wig, 2010